# Akiva Schaffer
Akiva Daniel Schaffer (Berkeley, 1 de desembre de 1977) es un escriptor, director de cinema i actor estatunidenc. Va escriure per a Saturday Night Live i és membre de The Lonely Island, un grup de comèdia que va tindre èxit en Internet, que inclou l'exmembre de SNL Andy Samberg i a Jorma Taccone.
Schaffer prové d'una família jueva de Nova York. El 2000, es va graduar de la Universitat de Califòrnia, Santa Cruz en cinema.
El 2007, Schaffer guanyà un premi Emmy per la seua participació en la producció de "Dick in a Box". Va estar nominat a un Emmy per la cançó Motherlover.

## Premis
En 2007, Schaffer va guanyar un premi Emmy per la seua participació en la producció de "Dick in a Box". Va estar nominat a un Emmy per la cançó "Motherlover".